# Лихвонін Рудольф Миколайович
Рудольф Миколайович Лихвонін (12 лютого 1926, місто Ленінград, тепер Санкт-Петербург, Російська Федерація — жовтень 2019) — радянський військовий діяч, віце-адмірал, начальник Політуправління Чорноморського флоту. Депутат Верховної Ради УРСР 11-го скликання. Кандидат у члени ЦК КПУ в 1981—1986 роках.

## Біографія
У 1941 році закінчив 7 класів школи у Ленінграді. З 1941 року — учень ремісничого училища № 4 Петроградського району міста Ленінграда. У 1942 році училище евакуювали до міста Куйбишева.
У 1942—1943 роках — слюсар-інструментальник Куйбишевського авіаційного заводу.
З серпня 1943 року — добровільно служив у Військово-Морському флоті СРСР. У 1943—1945 роках — курсант 3-ї школи морських льотчиків в селі Борське РРФСР. З 1945 року — курсант Миколаївського морського авіаційного училища імені Левоневського. Потім навчався у Ленінградському морському училищі імені Жданова, яке закінчив у 1950 році.
Член ВКП(б) з 1950 року.
З 1950 року — служба на кораблях Балтійського флоту. Служив на Північному флоті.
Закінчив Військово-політичну академію імені Леніна. Служив начальником політвідділу.
До січня 1981 року — член Військової ради — начальник політичного відділу Червонопрапорної Каспійській флотилії.
У січні 1981 — грудні 1985 року — член Військової ради — начальник політичного управління Червонопрапорного Чорноморського флоту.
З 1986 року — у відставці.
З 1986 року — начальник Республіканського центру військово-патріотичного виховання молоді Української РСР у місті Севастополі.
Потім — на пенсії в місті Санкт-Петербурзі. Помер у жовтні 2019 року.

## Звання
- лейтенант (1950)
- капітан 1-го рангу
- контр-адмірал
- віце-адмірал (1983)

## Нагороди
- орден Вітчизняної війни І ст.
- ордени
- медалі
- Почесна грамота Президії Верховної ради Азербайджанської РСР